# Infotainment
Infotainment (ang. infotainment) – gatunek dziennikarstwa, określany zbitką wyrazową łączącą w sobie informację (ang. information) i rozrywkę (ang. entertainment).

## Opis
Pojęcie to pojawiło się w świecie mediów dość niedawno, ale za to szybko znalazło swoje użycie w praktyce. W druku po raz pierwszy użył go prawdopodobnie Ron Eisenberg w periodyku „Phone Call” w lutym 1980 roku. Termin „infotainment” używany jest również na określenie systemów (elektronika + software) dostarczających informację połączoną z rozrywką. Na przykład Toyota Lexus (model 2014) ma pojazdowy system infotainment.
Współcześnie w środkach masowego przekazu jest to dość często spotykana forma. Mówi się, że infotainment skupia się raczej na tym, w jaki sposób przedstawić informację, niż na tym, co przekazać. Niekiedy część rozrywkowa odbywa się kosztem przekazania faktów. Przekazywane w ten sposób informacje mogą zmniejszać wartość profesjonalizmu dziennikarskiego. Niektórzy są jednak zdania, że infotainment może przynosić korzyści: dzięki połączeniu luźniejszej formy z poważnymi informacjami, bawiąc – uczy. Forma ta pojawia się bardzo często w mediach elektronicznych. 
Przykłady amerykańskich programów infotainment: The Daily Show, The O’Reilly Factor.